# C.P. Snow
C.P. Snow , (Charles Percy Snow, Baron Snow), CBE (født 15. oktober 1905, død 1. juli 1980) var en engelsk videnskabsmand og forfatter.

Han er nok mest kendt for udtrykket "De to kulturer", "The Two Cultures" der blev brugt i den såkaldte Rede-forelæsning i 1959, hvor han påviste kløften og manglen på kommunikation mellem de to hver for sig højt udviklede kulturformer: den klassiske humanistiske og den af industrialismen affødte moderne tekniske og naturvidenskabelige kultur.